# Peter Denton
Peter Lindsay Denton (* 10. Juni 1926; † 3. Dezember 2000 in Sydney) war ein australischer Stabhochspringer.
1950 gewann er Bronze bei den British Empire Games in Auckland, und 1954 wurde er Achter bei den British Empire and Commonwealth Games in Vancouver. Bei den Olympischen Spielen 1956 in Melbourne schied er in der Qualifikation aus.
Viermal wurde er Australischer Meister (1949, 1950, 1952, 1953). Seine persönliche Bestleistung von 4,06 m stellte er 1954 auf.